# 2価
化学において2価（英語：divalentあるいはbivalent）とは、元素やイオン、官能基や分子の原子価が2であることを意味する。原子価は原子から出ている共有結合、極性共有結合、イオン結合などの化学結合の数を表している。

## 例
- カルシウムや硫黄などは2価の元素である。カルシウムはイオン結合、硫黄はH2Sのような共有結合や、Na2Sのようなイオン結合を作ることができる。
- 2価の陰イオンの電荷は−2である。これに当てはまるものはS2−やSO42−などがある。
- 2価の陽イオンの電荷は+2である。これに当てはまるものはFe2+やCa2+、Hg22+などがある。
- 2価の官能基にはイミノ基（=NH）やカルボニル基（=O）などがある。

## 水の硬度
2価の陽イオンであるCa2+やMg2+によって水の硬度が大きくなると、水垢ができやすくなるなどの影響が出る。